# Nonette-Orsonnette
Nonette-Orsonnette – gmina we Francji, w regionie Owernia-Rodan-Alpy, w departamencie Puy-de-Dôme. W 2013 roku liczba ludności wynosiła 537 mieszkańców.
Gmina została utworzona 1 stycznia 2016 roku z połączenia dwóch ówczesnych gmin: Nonette oraz Orsonnette. Siedzibą gminy została miejscowość Nonette.